# Miquel Pontich
Miquel Pontich i Izern (Bulaternera, 20 de novembre del 1632 - Girona, 26 de gener del 1699) va ser un frare franciscà nord-català, que fou bisbe de Girona del 25 de juliol del 1686 fins a la seva mort.

## Biografia
Estudià humanitats i filosofia a Perpinyà. Entrà de molt jove a l'orde de Sant Francesc, i durant un temps ensenyà llatí en el convent franciscà d'Illa, abans que l'orde el destinés a Girona. Al monestir de Sant Pere de Galligants rebé el 10 de març del 1652 els ordes menors i el sub-diaconat. Després d'haver passat una temporada com a lector al convent de Reus, va ser enviat a Vic per estudiar-hi filosofia i teologia. L'any 1654 va ser promogut diaca i el 10 de desembre rebé l'orde sacerdotal. Després d'haver ensenyat filosofia a Vic, va ser nomenat lector de teologia a Girona, Tarragona i Barcelona. La seva progressió dins de l'orde fou ininterrompuda: guardià i custodi de Tarragona, visitador dels convents del regne de Sardenya, visitador de la província de València i, a partir del 18 de març del 1684, Provincial de Catalunya.
Quan ostentava la màxima responsabilitat de l'orde franciscà va ser designat per Carles II d'Espanya nou bisbe de Girona, i el papa Innocenci XI el referendà en el càrrec el 30 d'abril del 1686. Pontich va ser consagrat bisbe a Arenys de Mar el 25 de juliol del mateix any, i el 8 d'octubre entrava a la seva nova seu. El seu govern deixaria com a llegat la gran i sumptuosa escalinata de marbre blanc que hom admira davant de la catedral, amb tres trams i un total de noranta graons amb balustrada de pedra als costats. El bisbe també sufragà de la seva butxaca la construcció de les reixes i el tron episcopal (14.4.1690). Patrocinà l'edició de les Commentaria in Sinodales Gerundenses del jurista Francesc Romaguera el 1691.

La guerra dels Nou Anys posà un parèntesi al bisbat d'en Pontich, que amb la caiguda de Girona en mans franceses de resultes de la batalla de Verges ocuparen la ciutat fins al tractat de Rijswijk del 1697. El bisbe marxà a Arenys de Mar el 10 de juliol del 1694, i el 1697 tornà a Reus, on temps enrere havia ensenyat teologia. Al gener del 1698 tornà a la seu gironina, on entrà enmig d'aplaudiments i celebracions; malauradament, moriria al cap d'un any. La seva tomba, al presbiteri de la catedral, mostra una inscripció en versos de quinze síl·labes amb hemistiquis rimats: 
| « | Prorsus omni laude dignus. Fr. Michael Pontich, Pauperum pater benignus, ardens zelo, jacet hic. Sedis hujus almoe prcesul virtutum demonstravit A domo Gallisuoe exul annos quatuor pavit Dileetum sibi commissum tot gregem manu et ore. Ardue traetans remissum, debilem sed amore Quem religio minorum prcesidem jam fecerat Ad exemplar doetiorum, Bula mundo dederat. Absque sealis magnoe portoe, plures su nt memorioe Quoe fletum movent in morte, preees atque glorioe. Annos terdecim Pastoris jam fere compleverat, Cum finem tanti laboris pax Dei deereverat. Die XXVI januarii MDCXCIX | » |

Foren eclesiàstics també el seu germà o oncle Francesc de Pontich, sacerdot de Bulaternera ennoblit per Felip IV de Castella el 1639, i els seus nebots Ignasi (monjo a la cartoixa de Montalegre) i Sulpici Pontich (a qui protegí i feu entrar al servei de la seu gironina). La seva població natal li va dedicar el carrer de Michel de Pontich.